# Ralph Herseth
Ralph E. Herseth (* 2. Juli 1909 in Houghton, Brown County, South Dakota; † 24. Januar 1969 in Aberdeen, South Dakota) war ein US-amerikanischer Politiker und von 1959 bis 1961 der 21. Gouverneur des Bundesstaates South Dakota.

## Frühe Jahre und politischer Aufstieg
Ralph Herseth absolvierte zwischen 1928 und 1929 das North Dakota State College in Fargo. Danach war er als Farmer und Viehzüchter tätig. Zwischen 1935 und 1939 war er Leiter der zivilen Naturschutzbehörde (Civilian Conservation Corps) in Sand Lake. Von 1951 und 1952 sowie nochmals von 1957 und 1958 saß er im Senat von South Dakota. Im Jahr 1958 wurde er als Kandidat der Demokratischen Partei zum neuen Gouverneur gewählt. Damit ist er einer von bislang nur fünf Gouverneuren in der Geschichte South Dakotas, die nicht der Republikanischen Partei angehörten.

## Gouverneur von South Dakota
Herseth trat seine zweijährige Amtszeit am 6. Januar 1959 an. In seiner Amtszeit musste er sich mit der republikanischen Mehrheit im Staatsparlament auseinandersetzen. Trotzdem betrieb er eine Steuerreform. In seiner Amtszeit wurde das erste Naturschutzgesetz in South Dakota verabschiedet. Am Missouri wurde damals mit den Bauarbeiten des Big-Bend-Damms begonnen. Im Jahr 1959 verursachten einige Naturkatastrophen in South Dakota erhebliche Probleme sowohl für die Bevölkerung als auch für die Regierung.

## Weiterer Lebenslauf
Nachdem im Jahr 1960 sein Versuch einer Wiederwahl gescheitert war, schied Herseth am 3. Januar 1961 aus seinem Amt aus. Ein weiterer Versuch, noch einmal zum Gouverneur gewählt zu werden, scheiterte 1962. Ralph Herseth starb im Januar 1969. Er war mit Lorna Buntrock verheiratet, mit der er drei Kinder hatte. Seine Frau war ebenfalls politisch aktiv und diente unter anderem als Secretary of State von South Dakota. Seine Enkelin Stephanie Herseth Sandlin gehörte von 2005 bis 2011 als Vertreterin South Dakotas dem US-Repräsentantenhaus an.